# Daniel Hartwich
 (juin 2018).
Si vous disposez d'ouvrages ou d'articles de référence ou si vous connaissez des sites web de qualité traitant du thème abordé ici, merci de compléter l'article en donnant les références utiles à sa vérifiabilité et en les liant à la section « Notes et références ».
Daniel Hartwich, né le 18 août 1978 à Francfort-sur-le-Main, est un animateur de télévision et radio allemand, d'origine anglaise.

## Biographie
Hartwich est né de parents britanniques installés depuis longtemps en Allemagne. Sa mère est infirmière. Après avoir fait des études en communication en 1998, il a étudié l'allemand et les sciences politiques à l'université Goethe de Francfort. 
Pendant ses études, il a commencé à travailler comme journaliste et animateur pour la radio et la télévision. Il a d'abord travaillé pour l'organisme Hessischer Rundfunk. Après son entrée dans le groupe en tant que journaliste pour leur studio à Cassel, il anime l'émission du matin hrXXL. 
Après des changements dans le spectacle, Hartwich a animé les émissions hr3 Madhouse et 0138 / 6000, ainsi que des spectacles à You FM lors du YOU FM Roadshow.

## Animation

### Actuellement
- 2008–présent: Das Supertalent, RTL
- 2010–présent: Let’s Dance, RTL — avec Nazan Eckes (series 3), Sylvie Meis (series 4–10) et Victoria Swarovski (series 11–)
- 2013–présent: Ich bin ein Star – Holt mich hier raus!, RTL — with Sonja Zietlow
- 2017–présent: Meet the Parents, sur RTL
- 2017–présent: Nachsitzen!-Promis zurück auf die Schulbank, sur RTL
- 2017–présent: Keep it in the Family, sur RTL

### Auparavant
- 2005–2006: TKKG – Der Club der Detektive, ZDF/KiKA
- 2006–2007: D Tech, DMAX
- 2008: Einmal im Leben – 30 Dinge, die ein Mann tun muss, sur RTL
- 2008: Achtung! Hartwich, sur RTL
- 2010: 101 Wege aus der härtesten Show der Welt, sur RTL
- 2009–2011: Einspruch – Die Show der Rechtsirrtümer, sur RTL
- 2011: H wie Hartwich, sur RTL
- 2012–2014: Der RTL Comedy Grand Prix, sur RTL
- 2012: Total Blackout – Stars im Dunkeln, sur RTL
- 2013: Cash Crash, sur RTL
- 2013–2014:  Familien Duell Prominenten-Special, sur RTL
- 2014: Deutschland sucht den Superstar, sur RTL, en remplacement de Nazan Eckes , le 26 Avril 2014
- 2015: Hartwichs 100! Daniel testet die Deutschen, RTL
- 2015: Ich bin ein Star – Lasst mich wieder rein! (with Sonja Zietlow), sur RTL
- 2015: Stepping Out, sur RTL
- 2016: Crash Test Promis, sur RTL
- 2017: It Takes 2, sur RTL